# Joan Subirats
Joan Subirats Humet (Barcelona, 17 de mayo de 1951) es un catedrático y político español, ministro de Universidades de España entre 2021 y 2023. Es especialista en temas de gobernanza, gestión pública y en el análisis de políticas públicas. También ha trabajado sobre temas de la exclusión social, problemas de innovación democrática y sociedad civil.
Ejerció como sexto teniente de alcalde de Cultura, Educación y Ciencia en el Ayuntamiento de Barcelona entre 2019 y 2021. Antes había colaborado con el consistorio como Comisionado de Cultura.

## Biografía

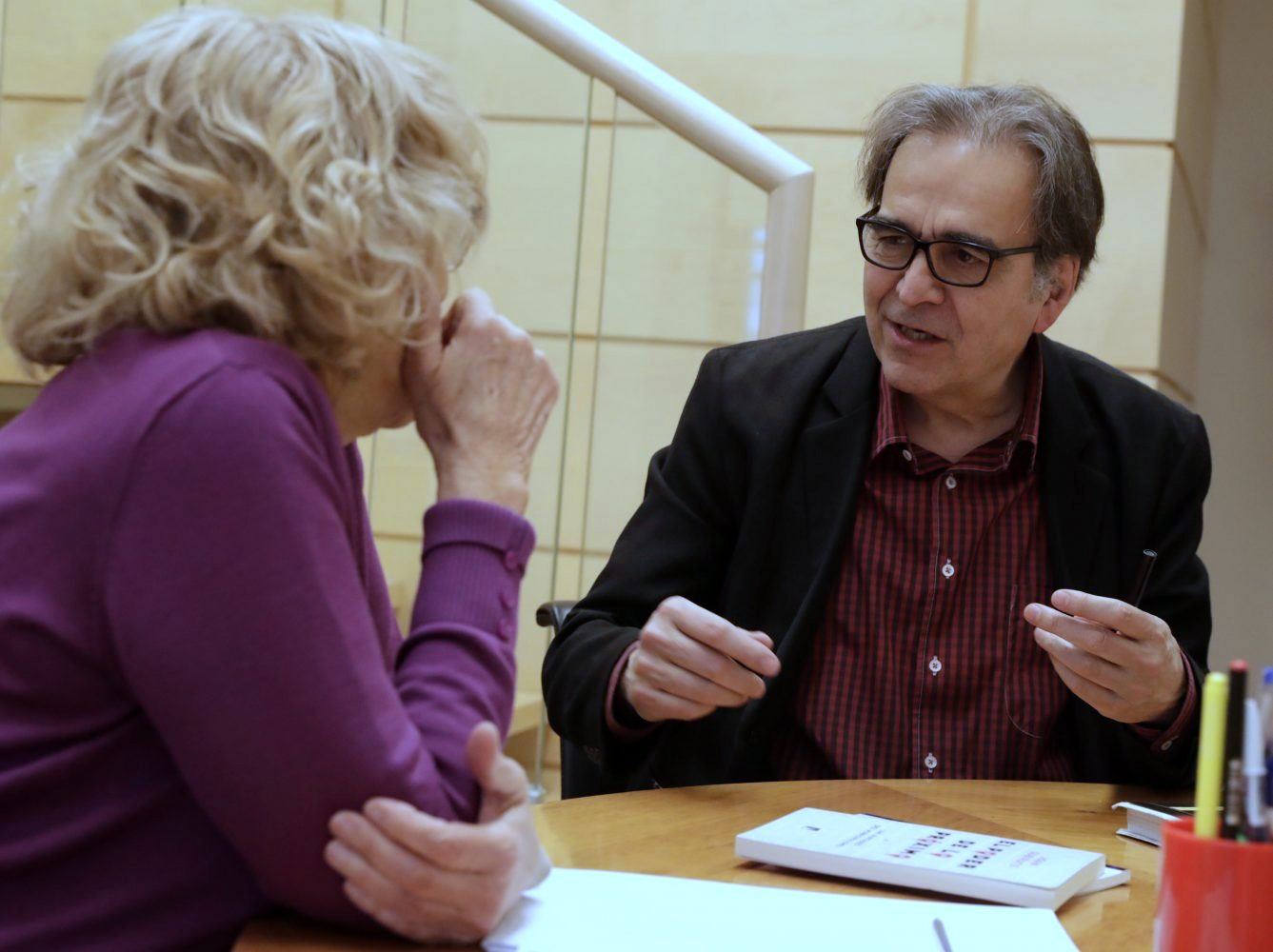
En marzo de 2018, durante una reunión con la alcaldesa de Madrid, Manuela Carmena.

Nacido en Barcelona el 17 de mayo de 1951, en 1980 obtuvo el grado de Doctor en Ciencias Económicas por la Universidad de Barcelona. Fue fundador y director del Instituto de Gobierno y Políticas Públicas (IGOP) de la Universidad Autónoma de Barcelona desde su creación hasta julio de 2009.
Es investigador y profesor del Programa de Doctorado en Políticas Públicas en dicha institución. Ocupó la cátedra Príncipe de Asturias en la Universidad de Georgetown durante el curso 2002-2003.
Es profesor visitante en las universidades de Roma-La Sapienza, University of California-Berkeley, New York University, CIDE y UNAM en México, UBA y General Sarmiento en Argentina, y en un gran número de universidades y centros de investigación españoles. Es miembro del consejo editorial de varias revistas españolas e internacionales dedicadas a las ciencias políticas y la gestión pública. Colabora habitualmente en diversos medios de comunicación como los periódicos El País y El Periódico.
Fue nombrado comisionado de Cultura del Ayuntamiento de Barcelona en noviembre de 2017. De cara a las elecciones municipales de 2019 en Barcelona se presentó como número dos de la lista de Barcelona en Comú-En Comú Guanyem encabezada por Ada Colau.
El 16 de diciembre de 2021, diversos medios adelantaron la salida del gobierno del ministro de Universidades, Manuel Castells, y que sería sustituido por Subirats. Prometió el cargo ante el rey Felipe VI el 20 de diciembre.
Durante su mandato, las Cortes Generales aprobaron el proyecto de ley de convivencia universitaria que impulsó su predecesor.